# Saimaa

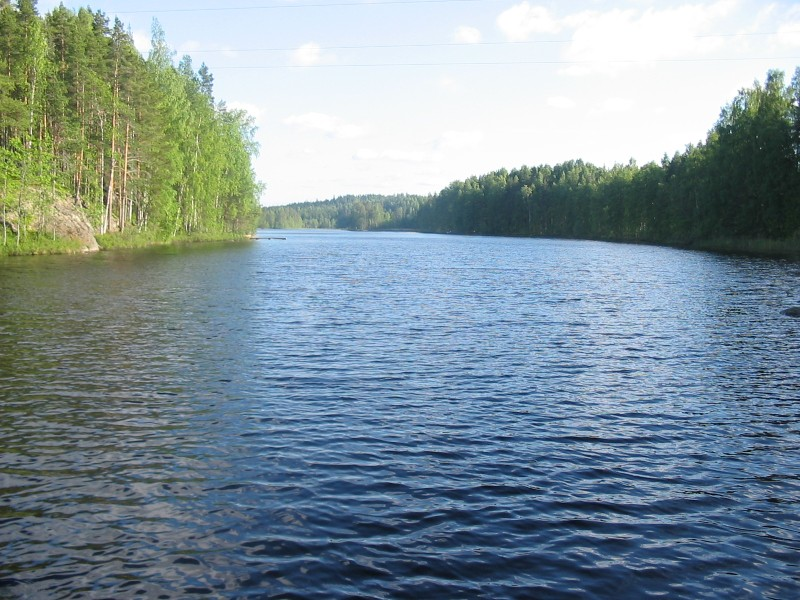
Llac Saimaa

El llac Saimaa, amb una superfície de 4.400 km², és el més gran de Finlàndia i el cinquè més gran d'Europa. És el llac amb més perímetre de costa del món i conté unes 13.700 illes. És al sud-est del país. Entre les subconques més importants hi ha Suur-Saimaa, Orivesi, Puruvesi, Haukivesi, Yövesi, Pihlajavesi, Luonteri i Pyhäselkä.
El Saimaa amb el seu emissari, el Vuoksi, forma una conca hidrogràfica de 66.700 km², també una subconca de la conca del llac Ladoga. Desemboca principalment al riu Vuoksi, que flueix al llac Làdoga, avui dia situat completament dins les fronteres russes. El canal de Saimaa connecta el llac amb el golf de Finlàndia, passant de Lappeenranta a Vyborg. Les ciutats més importants que hi ha a la seva riba són Lappeenranta, Imatra, Savonlinna i Mikkeli. A la banda sud del llac hi ha grans centrals hidroelèctriques.
En aquest llac viuen el salmó del llac Saimaa i una de les foques més rares d'aigua dolça, ambdues en perill d'extinció, la foca del llac Saimaa (Pusa hispida saimensis) és coneguda localment amb el nom de Norppa.
Com tots els llacs de Finlàndia, va sorgir després de la fi de les glaciacions, quan el gel fos va inundar les zones excavades per les glaceres, mentre la massa continental d'allò que avui és Finlàndia s'elevava. Hom creu que la forma actual va definir-se aproximadament fa uns 9 o 10 mil anys.

## Geografia

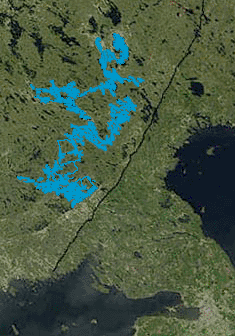
Imatge de satèl·lit parcialment acolorida del sud de Carèlia amb el Saimaa (en blau clar), el llac Làdoga (dreta), el golf de Finlàndia (a baix) i part de la frontera entre Rússia i Finlàndia (en negre).

Amb una superfície de 4400 km², el llac Saimaa és el més gran de Finlàndia i el quart d'Europa.
Les principals ciutats que voregen el llac són Lappeenranta, Imatra, Savonlinna i Mikkeli. La desembocadura del Saimaa, el riu Vuoksi, desemboca al llac Làdoga situat al sud-est en territori rus.
Des de Lappeenranta fins a Viipuri, el canal de Saimaa connecta el llac amb el golf de Finlàndia a través de la badia de Viipuri. Altres canals connecten el llac Saimaa amb altres llacs més petits, formant una xarxa de vies fluvials que permeten el transport de fusta, mineral, metalls, pasta i altres mercaderies així com de turistes.
A la vora del llac Saimaa hi ha dos parcs nacionals finlandesos, el Parc Nacional de Linnansaari i el Parc Nacional de Kolovesi.

## Hidrologia
El Saimaa rep de mitjana uns 21 mil milions de m³, o 21 km³ d'aigua per any.
Cada l'any, menys de 18 km³ d'aigua surten pel Vuoksi i més de 3 km³ d'aigua s'evaporen.
L'aigua entrant elevaria el nivell de l'aigua 4,8 m si l'aigua es quedés al llac Saimaa, però flueixen 4,3 m fins al Vuoksi i s'evaporen 0,5 m. El Saimaa es caracteritza per fortes fluctuacions en el seu nivell d'aigua. El nivell de l'aigua era de 77,65 m com a màxim el 1899 i 74,32 m sobre el nivell del mar el 1942.

## Conques de Saimaa

### Saimaa
El nom Saimaa és el més utilitzat per a la part sud del llac i el seu ús com a nom del llac és menys comú per a les parts nord-est i nord. Al nord, els noms de conques com Orivesi i Pyhäselkä són més comuns. Al sud, també és més comú que Saimaa es refereixi només a la part sud del llac.
Hi ha una inconsistència generalitzada en l'ús del nom Saimaa, i fins i tot els residents locals encara no han arribat a un acord sobre com s'hauria de denominar Saimaa. D'altra banda, el nom Saimaa també es fa servir com a nom genèric, en aquest cas fa referència a qualsevol part de Saimaa.

### Noms de les conques més grans de Saimaa
El Centre de Medi Ambient finlandès, divideix el llac Saimaa en 9 conques.
| Grans conques de Saimaa: de nord a sud                                           | Grans conques de Saimaa: de nord a sud | Grans conques de Saimaa: de nord a sud | Grans conques de Saimaa: de nord a sud | Grans conques de Saimaa: de nord a sud | Grans conques de Saimaa: de nord a sud | Grans conques de Saimaa: de nord a sud | Grans conques de Saimaa: de nord a sud | Grans conques de Saimaa: de nord a sud | Grans conques de Saimaa: de nord a sud |
| Conca                                                                            | Número llac                            | Àrea (km²)                             | Volum (km³)                            | Riba (km)                              | Sortida                                | Flux (m³/s)                            | Illes (nb)                             | Total                                  | Ref.                                   |
| -------------------------------------------------------------------------------- | -------------------------------------- | -------------------------------------- | -------------------------------------- | -------------------------------------- | -------------------------------------- | -------------------------------------- | -------------------------------------- | -------------------------------------- | -------------------------------------- |
| Pyhäselka                                                                        | 04.321.1.001                           | 361                                    | 3,2                                    | 548                                    | Orivesi                                | 280                                    | 650                                    | J                                      | [ 13 ]                                 |
| Orivesi                                                                          | 04.311.1.001                           | 601                                    | 5,5                                    | 1 332                                  | Piyvesi                                | 320                                    | 1 558                                  | J                                      | [ 14 ]                                 |
| Pyyvesi                                                                          | 04.231.1.001                           | 28                                     | 0,3                                    | 151                                    | Enonvesi                               | 330                                    | 126                                    | J                                      | [ 15 ]                                 |
| Enonvesi                                                                         | 04.221.1.001                           | 209                                    | 1,4                                    | 1 310                                  | Haukivesi                              | 350                                    | 1 255                                  | J                                      | [ 16 ]                                 |
| Haukivesi                                                                        | 04.211.1.001                           | 560                                    | 5,1                                    | 2 355                                  | Pihlajavesi                            | 490                                    | 2 929                                  | J                                      | [ 17 ]                                 |
| Puruvesi                                                                         | 04.181.1.001                           | 416                                    | 3,7                                    | 924                                    | Pihlajavesi                            | 12                                     | 850                                    | JS                                     | [ 18 ]                                 |
| Pihlajavesi                                                                      | 04.121.1.001                           | 713                                    | 8.1                                    | 3 629                                  | Saimaa pàg.                            | 530                                    | 4 159                                  | JS                                     | [ 19 ]                                 |
| Ukonvesi                                                                         | 04.151.1.001                           | 24                                     | 0,1                                    | 163                                    | Saimaa p.                              | 10                                     | 97                                     | JSP                                    | [ 20 ] [ 21 ]                          |
| Saimaa p.                                                                        | 04.112.1.001                           | 1 377                                  | 14,8                                   | 5 277                                  | Vuoksi                                 | 594                                    | 5 484                                  | JSP                                    | [ 22 ]                                 |
| Total                                                                            |                                        | 4 289                                  | 42,1                                   | 15 689                                 |                                        | 594                                    | 17 108                                 |                                        |                                        |
| Total: J = del sud de Joensuu, S = del sud de Savonlinna, P = del sud de Puumala |                                        |                                        |                                        |                                        |                                        |                                        |                                        |                                        |                                        |

## Navegació

### Transport pel llac
El transport comercial de llacs i rius, que navega per la conca hidrogràfica de Vuoksi, passa pel llac Saimaa.
S'apliquen límits a la mida de les embarcacions, que depenen del calat de les vies navegables, de l'amplada dels canals, de l'alçada dels ponts i, en el cas del trànsit internacional, de la congestió del canal de Saimaa. Les embarcacions amb una eslora màxima de 82 metres, una amplada de 12,2 metres, un calat de 4,35 metres i una alçada del pal no superior als 24,5 metres, poden navegar a les aigües del Saimaa sense permís especial.
L'alçada lliure dels ponts a Finlàndia generalment no supera els 18 metres, però els ponts interiors amb l'alçada lliure més alta es troben al llarg de la via fluvial profunda de Saimaa.
Al Saimaa naveguen vaixells amb una capacitat de càrrega de 500 a 2.500 tones. El trànsit marítim internacional és més freqüent a les vies navegables que passen per Varkaus, Savonlinna i Lappeenranta. Per exemple, l'octubre de 2018, 944 vaixells de càrrega van navegar pel canal de Saimaa, dels quals el 53% procedia de Rússia, el 19% d'Antigua i Barbuda, el 16% dels Països Baixos i el 5% de Finlàndia. El Saimaa també ofereix transport de passatgers.
La xarxa de vies fluvials de Saimaa té 3.300 quilòmetres de llarg, incloent vies fluvials profundes, vies fluvials principals i vies fluvials secundàries. Hi ha 814 quilòmetres de vies navegables profundes i la seva profunditat a Saimaa és d'almenys 4,2 metres. Les vies navegables principals, amb una longitud de 1.560 km, tenen un calat d'almenys 2,4 metres i les vies fluvials secundàries, amb una longitud total de 1.200 km, tenen una profunditat inferior a 2,4 metres.
Les profunditats de les vies principals varien d'un tram a un altre i poden ser, per exemple, de 3,8 m, 3,0 m, 2,8 m o 2,4 m. El Saimaa Deep Waterway comença des de Lauritsala a Lappeenranta a l'entrada del canal de Saimaa i continua fins a Savonlinna i al nord fins a Kuopio, Siilinjärvi, Joensuu i Kitee.
Els molls de càrrega al sud de Saimaa són el port de Mustola, el port de Kaukas i el moll de Rapasaari a Lappeenranta, el moll de Nuijamaa, el moll de Pulpi i el moll d'Honkalahti a Joutseno, el port de Vuoksi a Imatra i el port de Ristiina prop de Mikkeli. Els altres ports Haistlahti i Lypsyniemi a Savonlinna, Puhos a Kitee, Ukonniemi a Joensuu i Akonniemi a Varkaus. Des de Varkaus, les vies fluvials profundes porten a Kuopio, on es troben els ports de Kumpusalmi, Kelloniemi i Savonsellu, i a Siilinjärvi, on es troben els ports de Kemira i Kuuslahti.
A més d'aquests ports d'aigües profundes, hi ha 13 molls de càrrega gestionats per l’administració marítima finlandesa o per industrials al llarg de vies fluvials profundes. Les profunditats de les vies fluvials secundàries poden ser per exemple de 2,1 m, 2,0 m, 1,8 m, 1,5 m i 1,2 m.

## Fauna salvatge
Al Saimaa, hom troba la perca, el lluç, la truita, el salmó d'aigua dolça, la madrilleta vera o el thymallus thymallus. Els salmons d'aigua dolça autòctons del Saimaa i el pielinen ja no es reprodueixen en estat salvatge, pela embassaments. L'espècie de truita alpina més amenaçada de Finlàndia.
Una de les dues espècies de foques d'aigua dolça, la foca ocel·lada, habita el Saimaa. Es tracta d'una subespècie anomenada foca de marbre del llac Saimaa que es va convertir en un mamífer d'aigua dolça fa 9.500 anys quan va quedar atrapada al voltant del llac per la fusió del gel. És una de les espècies més amenaçades amb aproximadament 270 individus registrats el 2010. La població de foques marbres del llac Saimaa era d'uns 360 individus a la temporada d'hivern de 2016, per sota dels només uns 310 individus quatre anys abans el 2012.

## Galeria

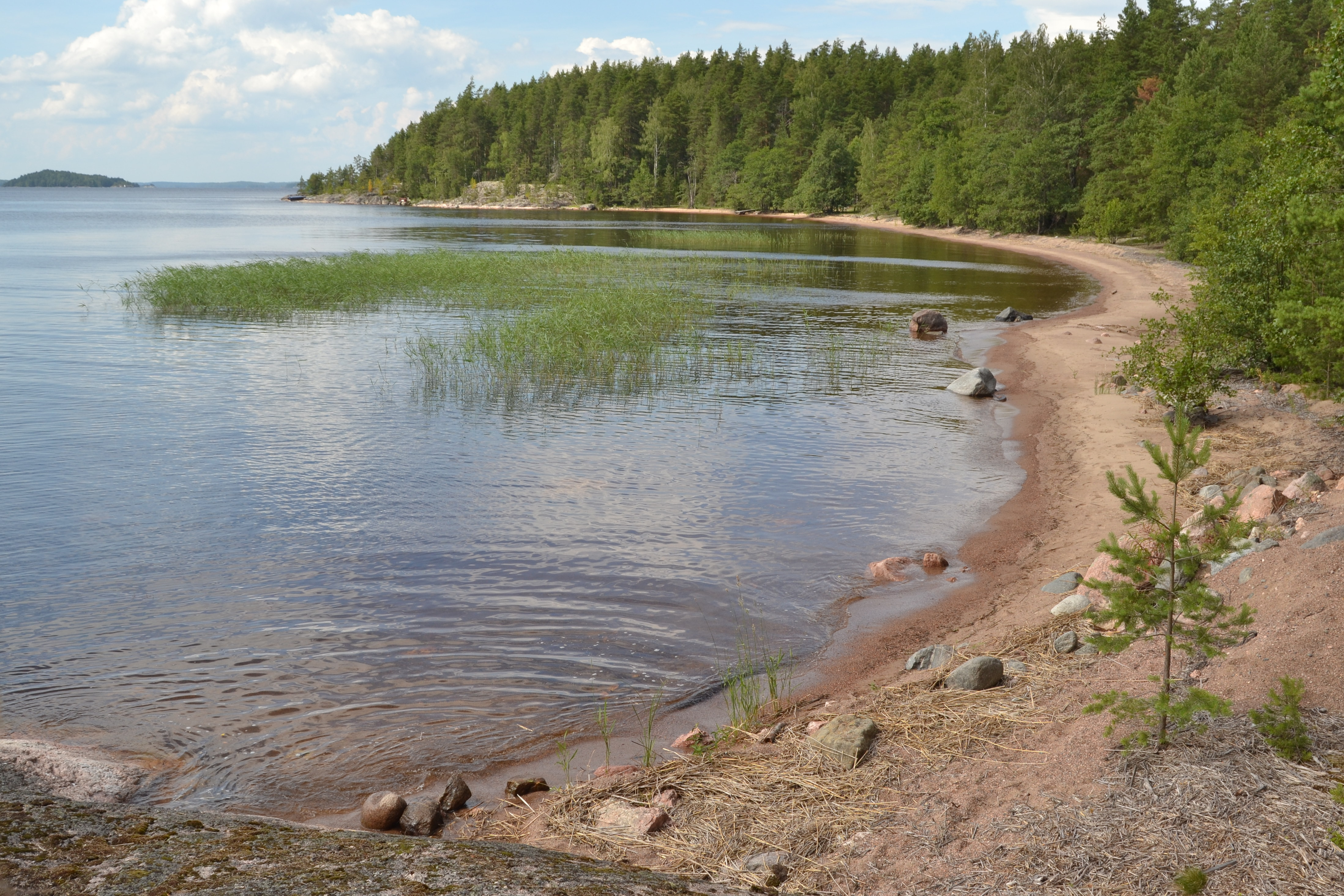
Hietasaari, una illa del Saimaa.
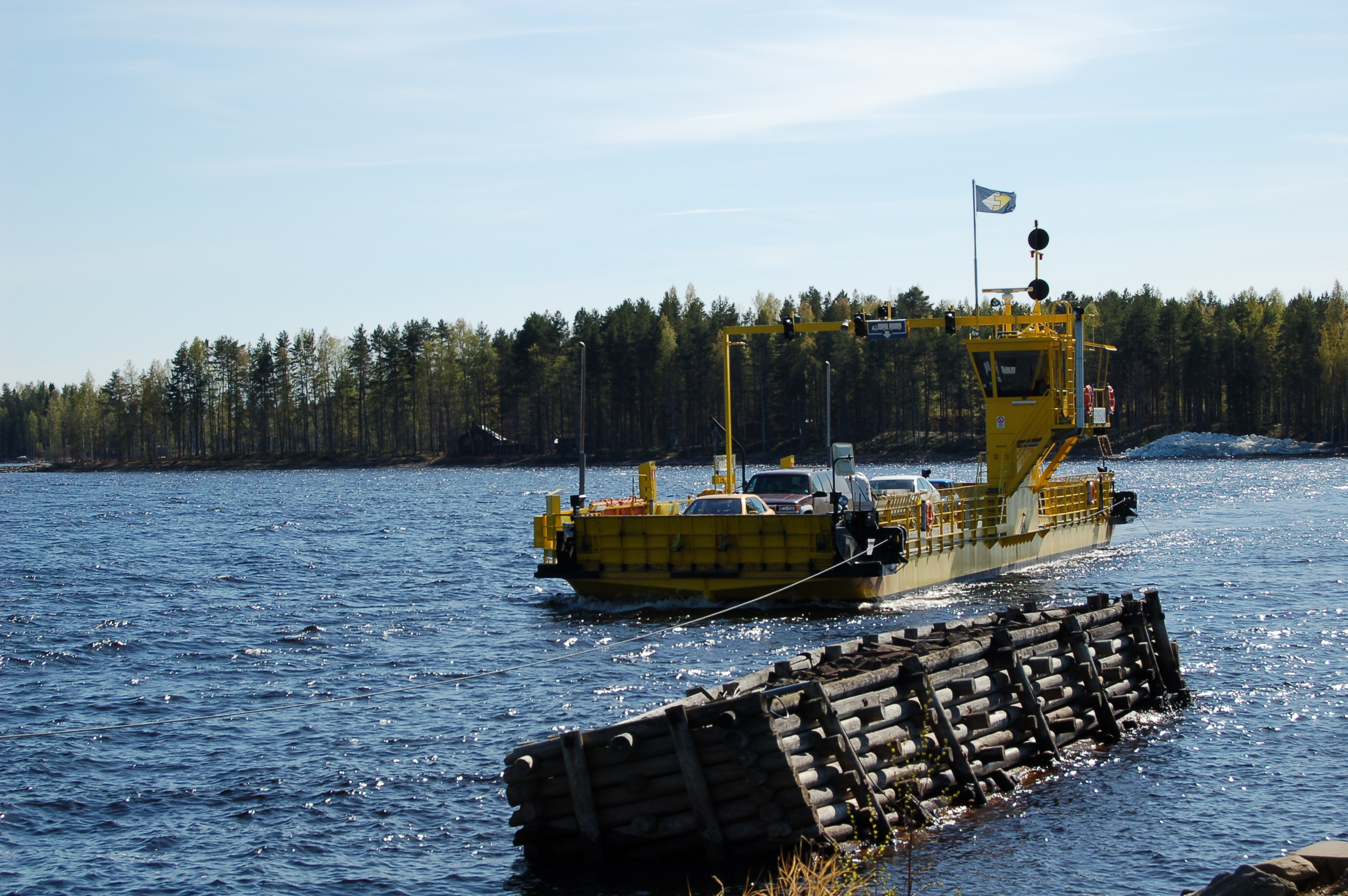
Barcassa Arvinsalmi.
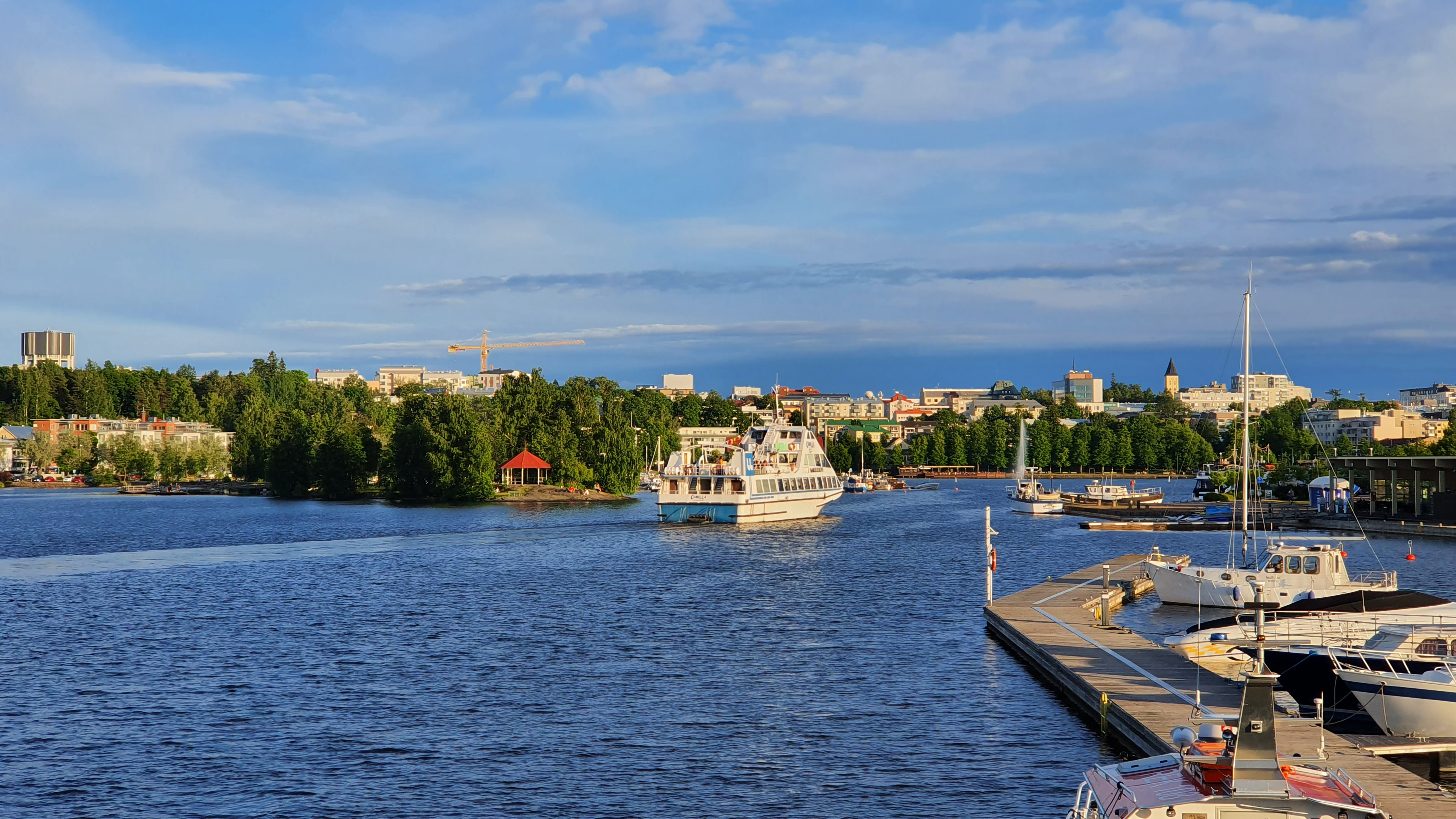
El port de Lappeenranta.
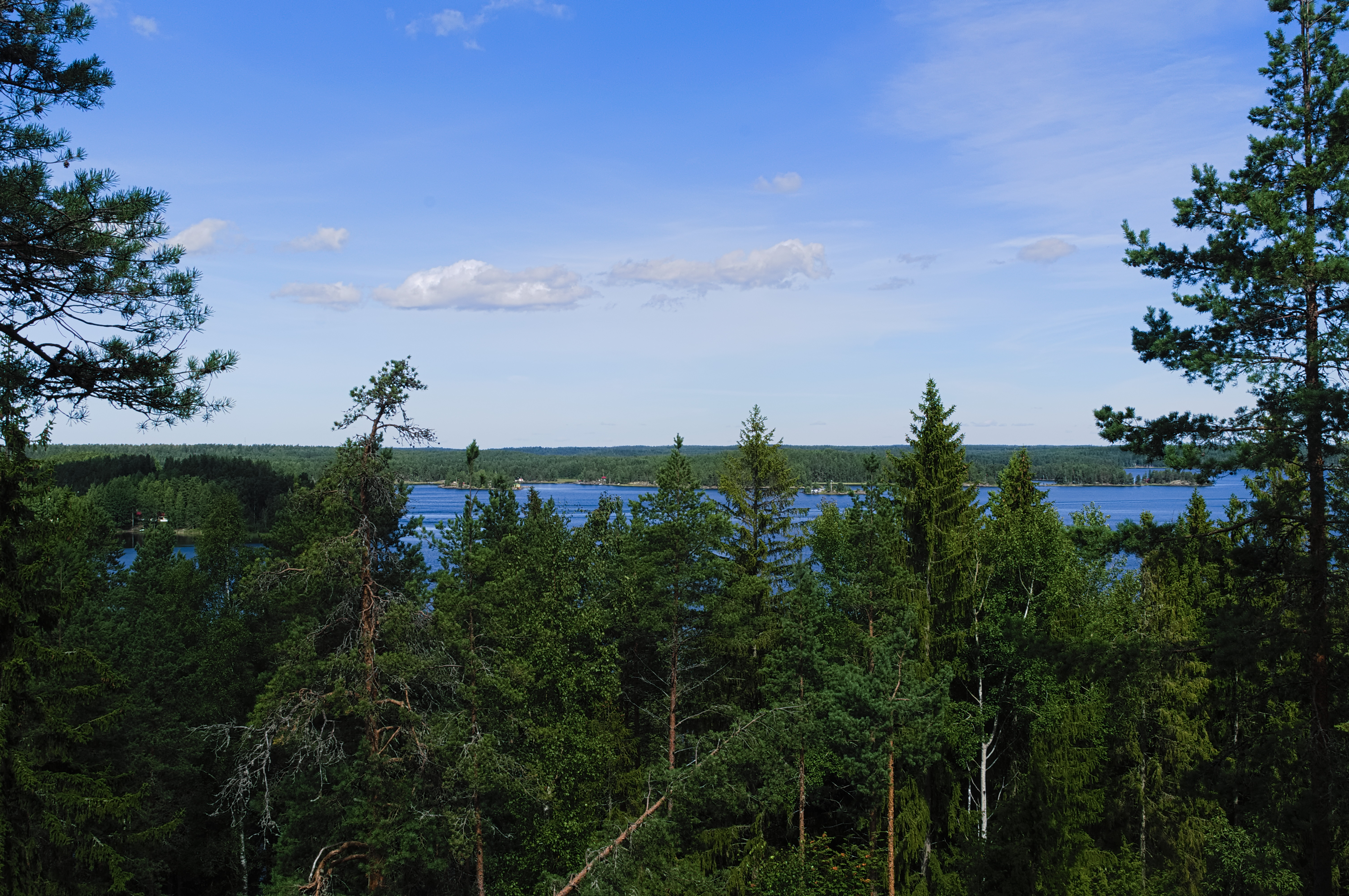
Vista des de Kuivaketvele.
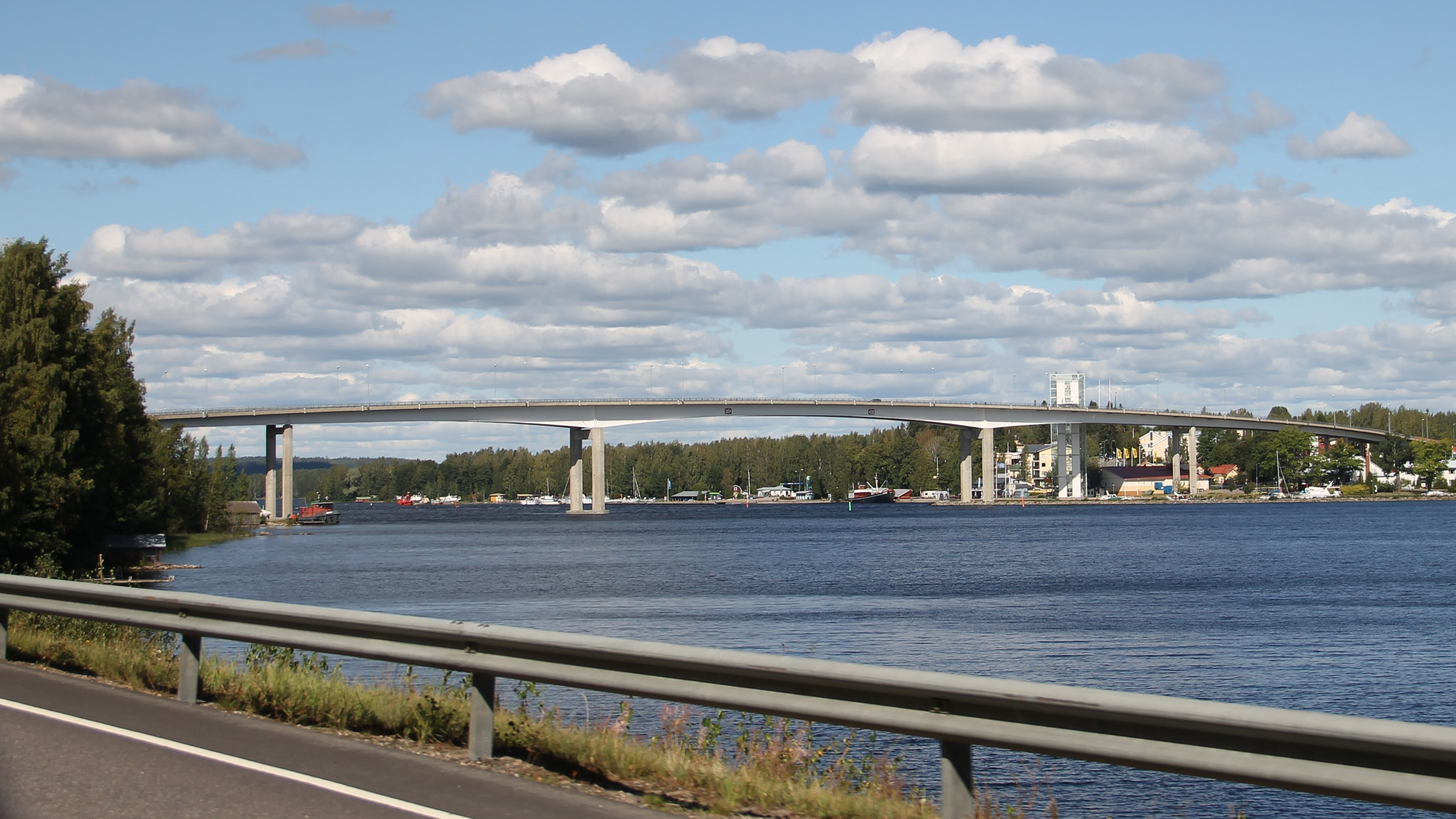
Pont de Puumalansalmi.
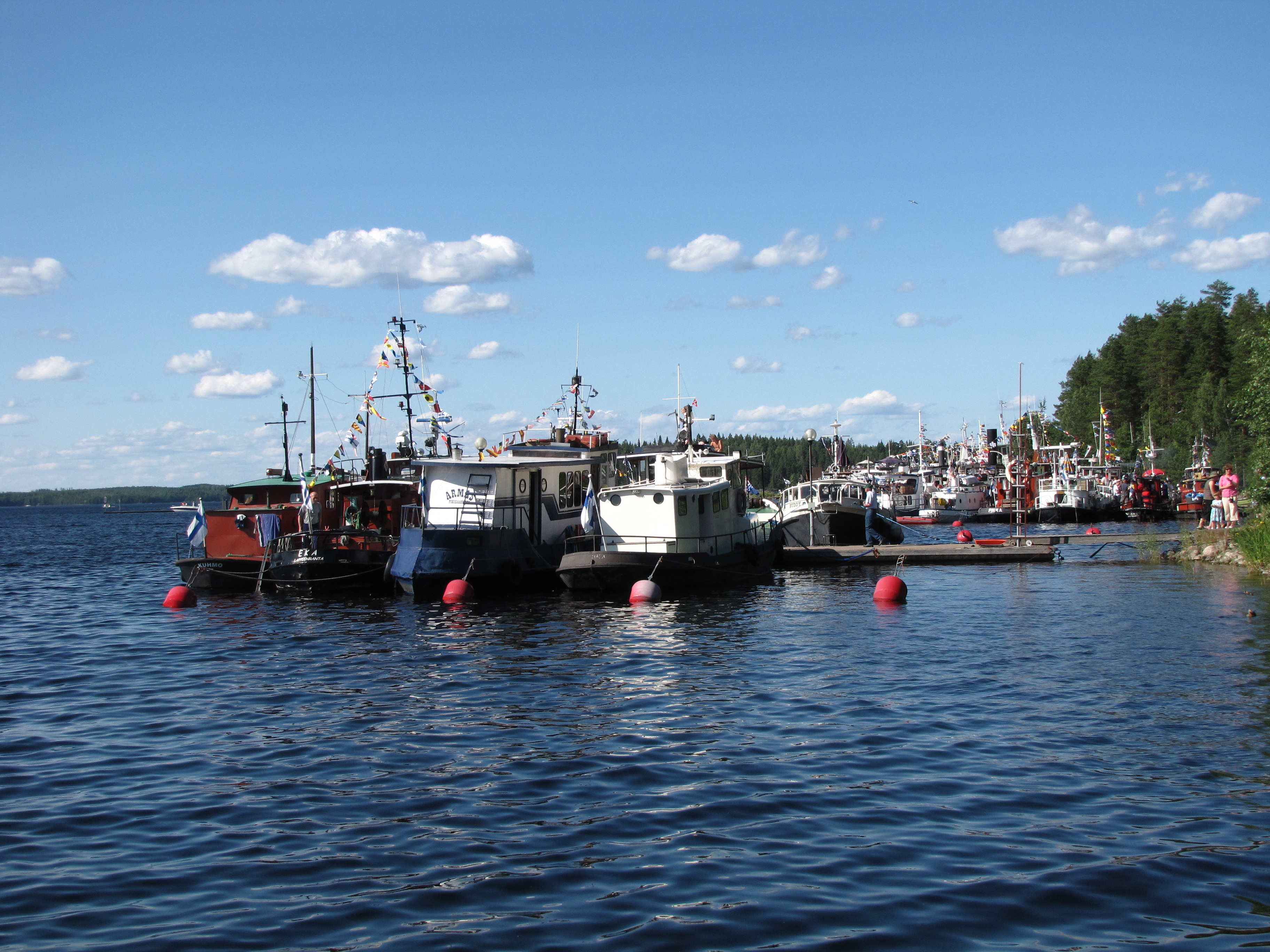
Vaixells a Imatra.
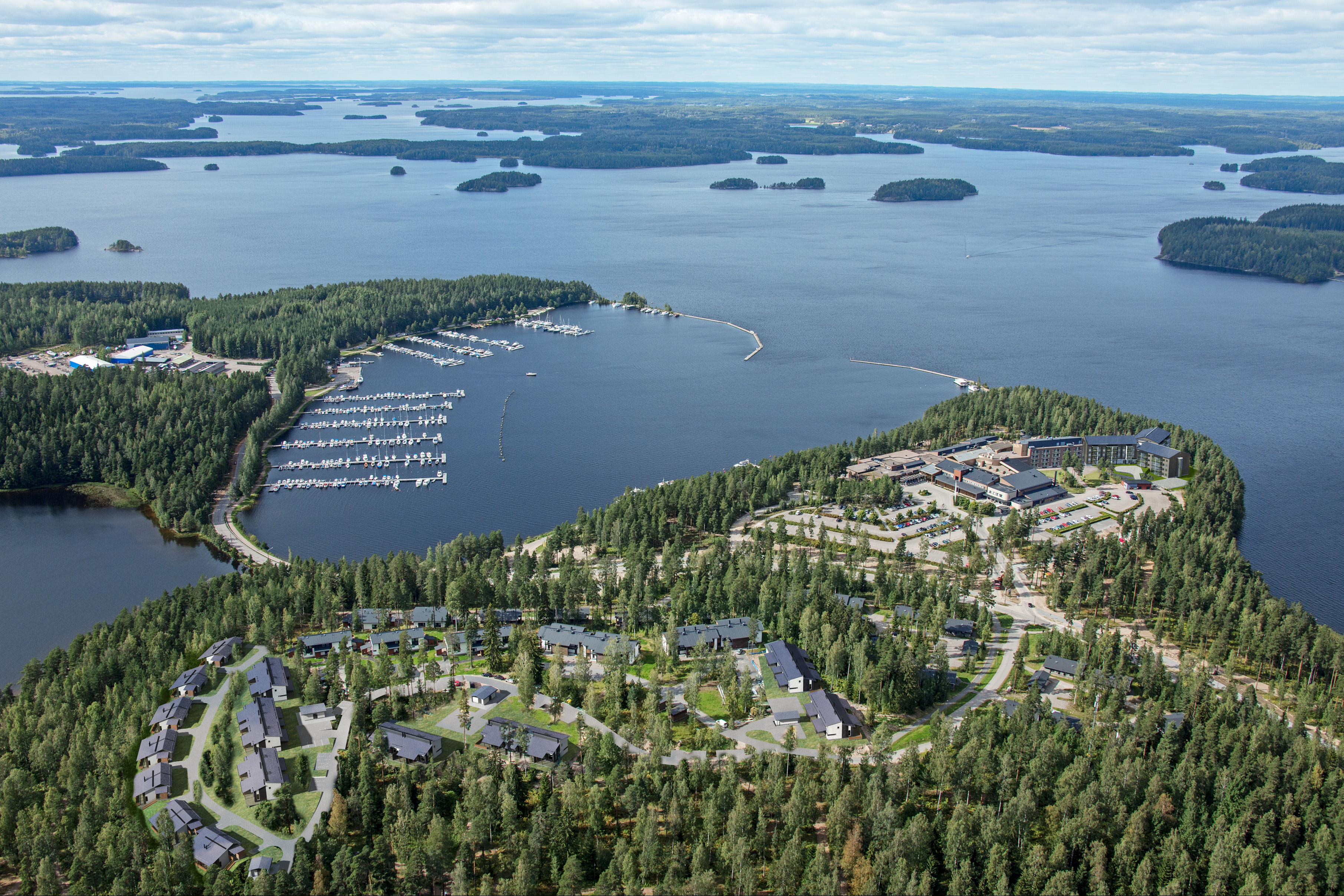
Establiment de bany Imatra